# Plectris reitteri
Plectris reitteri är en skalbaggsart som beskrevs av Frey 1967. Plectris reitteri ingår i släktet Plectris och familjen Melolonthidae. Inga underarter finns listade i Catalogue of Life.